# Юлле Кукк
Юлле Віллемівна Кукк (ест. Ülle Kukk, нар.. 18 листопада 1937, Тарту) — естонська ботанік та еколог.

## Життєпис
Юлле Кукк закінчила в 1960 році Тартуський державний університет, працювала в Інституті експериментальної біології Академії наук Естонської РСР. З 1965 по 1975 роки — співробітниця Талліннського ботанічного саду. З 1976 по 1996 роки Юлле Кукк працювала в Інституті лісового господарства Естонської РСР (нині Сільськогосподарський інститут). У 1996 році вчена перейшла до Інституту охорони навколишнього середовища Естонського університету наук про життя.
Дослідження Юлле Кукк присвячені охоронюваним в Естонії рослинам. Вона брала участь в організації заходів із захисту рідкісних та охоронюваних рослин і займалася також їх моніторингом. Вона заснувала Естонський клуб з охорони орхідей та входить до ради клубу. Також Юлле Кукк є членкинею експертної групи із флори Бернської конвенції зі збереження дикої природи Європи, співавторка Червоної книги Естонії 1998 року
Одружена з естонським ботаніком Еріхом Кукком.

## Вибрані публікації
- Перспективные для озеленения травянистые виды местной флоры и возможности их использования в Эстонской ССР: автореферат… кандидата биологических наук (03.00.05) / Юлле Кукк ; Академия наук Эстонской ССР. — Таллин: Академия наук Эстонской ССР, 1973. (рос.)
- Pilt, Indrek; Kukk, Ülle (December 2002) [2002]. «Pulsatilla patens and Pulsatilla pratensis (Ranunculaceae) in Estonia: distribution and ecology. [Архівовано 7 квітня 2022 у Wayback Machine.]» Proceedings of the Estonian Academy of Sciences, Biology and Ecology. 51: 242—256. Retrieved 9 December 2010.
- Kukk, Ülle (2003). «The distribution of Ligularia sibirica (L.) Cass. in Estonia and changes in its population.» (PDF). Biuletyn Ogrodów Botanicznych. 12: 11-22. Retrieved 10 December 2010.
- Кукк, Юлле. Интересные растения Сетумаа // Горизонты Эстонии (2009) с. 40-43